# Свешников, Игорь Александрович
Игорь Александрович Свешников (25 января 1935, Ленинград — 10 февраля 1985, Ленинград) — советский футболист, нападающий. Тренер. Мастер спорта СССР.

## Биография
Родители работали на фабрике имени Ногина (Ленинград). Отец погиб в Великую Отечественную войну. Игорь Свешников в блокаду был эвакуирован в Омскую область, откуда вернулся в 1945 году. Окончил 8 классов (с 1945). Ученик разметчика, работал разметчиком IV разряда, слесарем-инструментальщиком («почтовый ящик» 852/2; сентябрь 1952 — май 1953).
Воспитанник СК «Большевик» Ленинград. В 1953—1954 годах играл за дубль «Зенита». В 1955 и 1957 — в составе СКВО Одесса в первенстве КФК, в 1956 выступал за дубль ЦДСА. В 1958—1961 играл за «Адмиралтеец», в 1962—1963 — за «Кайрат» Алма-Ата. В чемпионате СССР в 1958, 1960—1963 годах провёл 67 матчей, забил 19 голов. В 1964 году — в составе «Тралфлотовца» Мурманск.
В 1967—1969 годах — старший тренер «Энергетика» Джамбул. В 1970, по апрель — старший тренер «Цементнка» Семипалатинск.
Скончался в 1985 году в возрасте 50 лет. Похоронен на Большеохтинском кладбище.